# Frank London
Frank London (* 1958) ist ein US-amerikanischer Trompeter und Komponist. 2007 erhielt er mit seiner Band The Klezmatics den Grammy Award für zeitgenössische Weltmusik.

## Leben und Werk
London wuchs als Kind mit Rock and Roll auf. Nach der Highschool studierte er ein Jahr an der Boston University und später an der New England Conservatory und der Brown University. Er spielte bei The Klezmatics, Hasidic New Wave (Neo-Klezmer-Punk-Band), Nigunim und leitet seine Band Frank London's Klezmer Brass Allstars, eine reine Bläserformation. Beim größten deutschen Weltmusik-Festival, dem TFF Rudolstadt, präsentierte er 2004 unter dem Namen Brotherhood of Brass ein Gemeinschaftsprojekt mit der serbischen Roma-Formation Boban Marković Orkestar. Auch die Les Miserables Brass Band und die Klezmer Conservatory Band hat er mitbegründet.
London spielte auch eine große Rolle in der Radical Jewish Culture-Bewegung und spielte Aufnahmen für das Plattenlabel Tzadik ein. Er hat beispielsweise mit den Musikern John Zorn, John Cale, Itzhak Perlman, Allen Ginsberg, LL Cool J, Mel Tormé, David Murray, Lester Bowie’s Brass Fantasy, La Monte Young, Natalie Merchant, They Might Be Giants, Chava Alberstein, Anne LeBaron und Iggy Pop zusammengearbeitet. Daneben wirkte er auch mit dem palästinensischen Violinisten und Oud-Spieler Simon Shaheen zusammen. Weiter hat er Filmmusiken verfasst, etwa für Jonathan Bermans The Shvitz (auch als Soundtrack-Album veröffentlicht) und Bruno de Almeidas The Debt (1993). Daneben war er als Theatermusiker tätig.
Frank London ist mit der deutschen Sängerin Tine Kindermann verheiratet und lebt in New York und Berlin.

## Aufnahmen
Frank London:
- Invocations
- Hazonos
- "Scientist at Work"

Frank London mit Lorin Sklamberg:
- Nigunim
- The Zmiros Project
- tsuker-zis
- Spirit Stronger Than Blood (2024)

Frank London & Jon Madof:
- Kol Nidre (2020)

Frank London's Klezmer Brass Allstars:
- Di Shikere Kapelye
- Brotherhood of Brass
- Carnival Conspiracy

The Shekhina Big Band:
- The Shekhina Big Band

Soundtracks:
- The Shvitz
- Divan

Hasidic New Wave:
- Jews & the Abstract Truth
- Psycho-Semitic
- Kabalogy
- Live in Krakow
- From the Belly of Abraham